# Marienheide
Marienheide – miejscowość i gmina w Niemczech, w kraju związkowym Nadrenia Północna-Westfalia, w rejencji Kolonia, w powiecie Oberberg. W 2010 roku liczyła 13 758 mieszkańców.